# Nêdong
Nêdong (tyb. སྣེ་གདོང་ཆུས།, Wylie sne gdong chus, ZWPY Nêdong Qü; chiń. upr. 乃东区; chiń. trad. 乃東區; pinyin Nǎidōng Qū) – dzielnica miasta Shannan w Tybetańskim Regionie Autonomicznym w zachodniej części Chińskiej Republiki Ludowej. 16 lutego 2016 Rada Państwa zadecydowała o przekształceniu prefektury Shannan w prefekturę miejską oraz powiatu Nêdong w dzielnicę o tej samej nazwie.